# Abadía de los Hombres
La abadía de los Hombres (actualmente iglesia abacial de Saint-Étienne o San Esteban) es una de las dos grandes abadías, junto con la abadía de las Damas, fundadas en la ciudad normanda de Caen, en el departamento francés de Calvados, por Guillermo el Conquistador. Los restos más antiguos de la misma se corresponden al estilo llamado de arquitectura normanda, en realidad una de las variantes de la arquitectura románica, aunque a lo largo de la vida de la iglesia abacial se han efectuado restauraciones correspondientes a diversos estilos arquitectónicos.

## La iglesia abacial de Saint-Étienne
La construcción de la iglesia se inició el año 1065 y las obras de la misma finalizaron en 1077. La conquista normanda de Inglaterra, en 1066, pudo aportar recursos económicos suplementarios para las realización de las obras, pero hay que tener en cuenta que la presencia de canteras a cielo abierto en las proximidades de las obras ayuda poderosamente a entender la celeridad del proceso constructivo. Así, la iglesia fue consagrada el 13 de septiembre de 1077, tan sólo 12 años después de su inicio. El cronista Guillermo de Poitiers describe de este modo la fundación de la abadía por Guillermo el Conquistador:

Para nombrarlo abad del monasterio de Caen, le fue necesario emplear, por decirlo así, una piadosa coacción; puesto que Lanfranc rechazaba el cargo menos por amor por la humildad, que por temor a un rango demasiado elevado. Luego, él (Guillermo el Conquistador) enriqueció este monasterio con dominios, con plata, con oro y con diversos ornamentos; hizo que se construyese con poco gasto, de una estatura y belleza abordable, y poco digno del bienaventurado mártir Esteban, por las reliquias del cual debía ser honrado y al que debía ser consagrado.

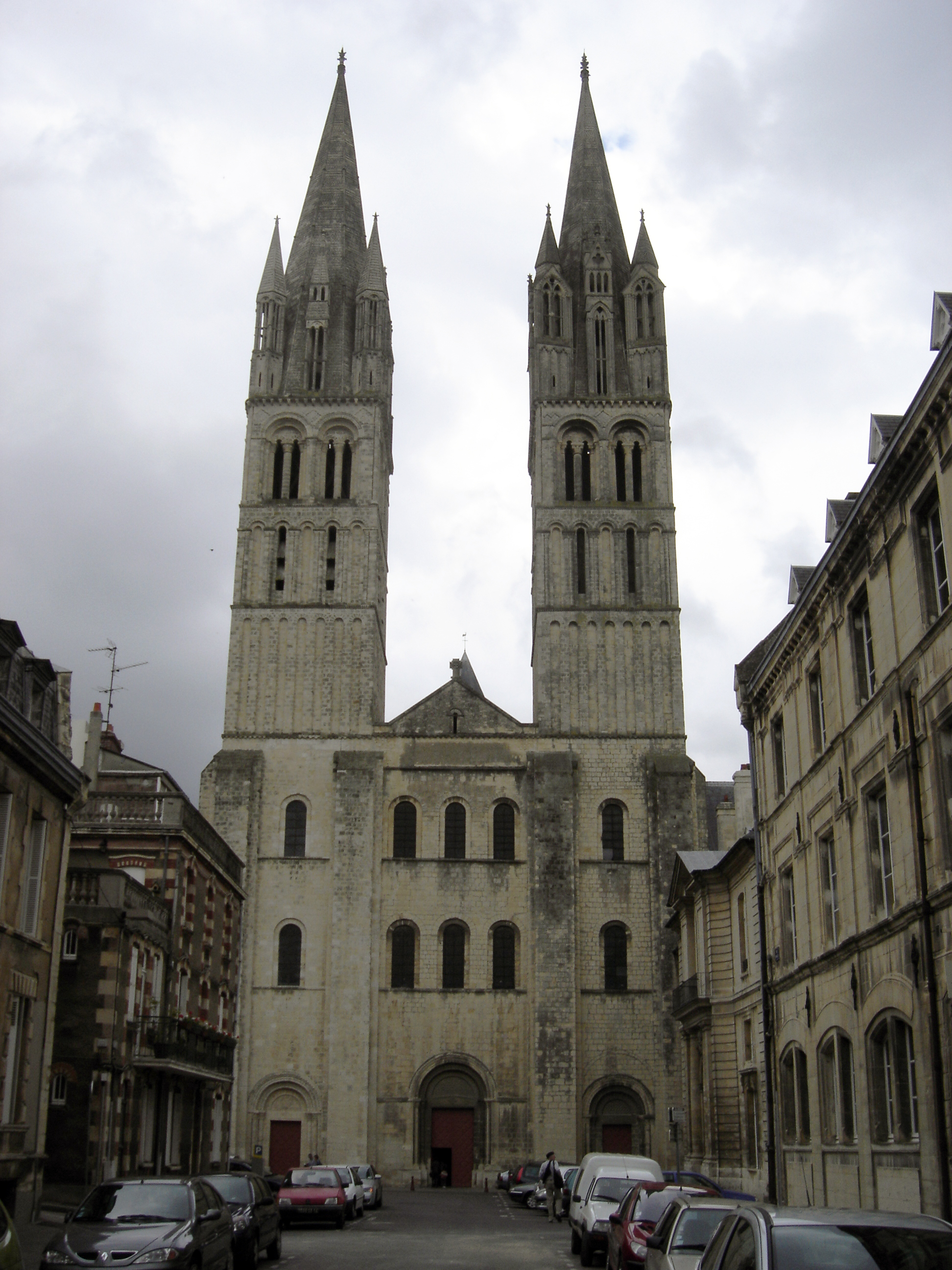
Fachada de la iglesia abacial de San Esteban.

En 1562 y 1563, durante las Guerras de religión de Francia, la iglesia fue saqueada y posteriormente abandonada: la torre del lucernario se hundió en 1566, destruyendo las bóvedas del coro. El coro, en estado de ruina, estuvo a punto de ser arrasado por una decisión del Parlamento de Ruan. Sin embargo, un monje de la abadía, Jean de Baillehache, consiguió que se anulase dicha decisión e inició la reconstrucción del coro y la restauración de la abadía, con lo que la iglesia fue debidamente consagrada de nuevo en 1626. En 1663 se adhirió a la reforma de la Congregación de San Mauro, en la que se mantuvo hasta que en tiempos de la Revolución francesa los frailes fueron desalojados de la abadía.

### Exterior

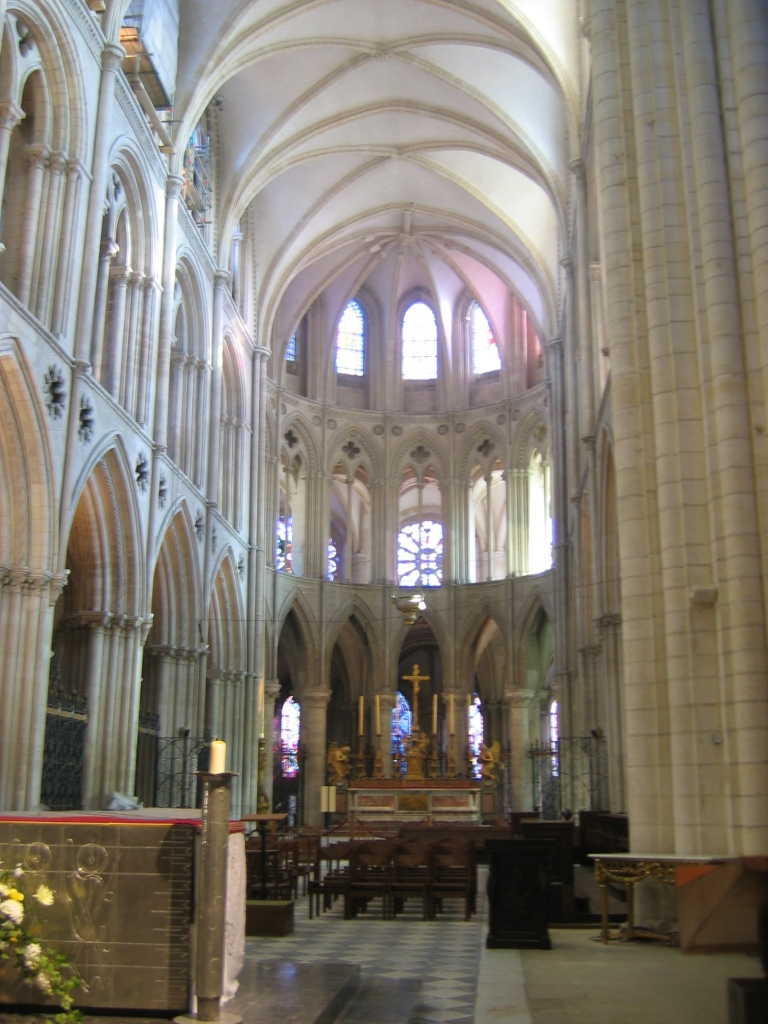
Coro de la iglesia de Saint-Étienne.

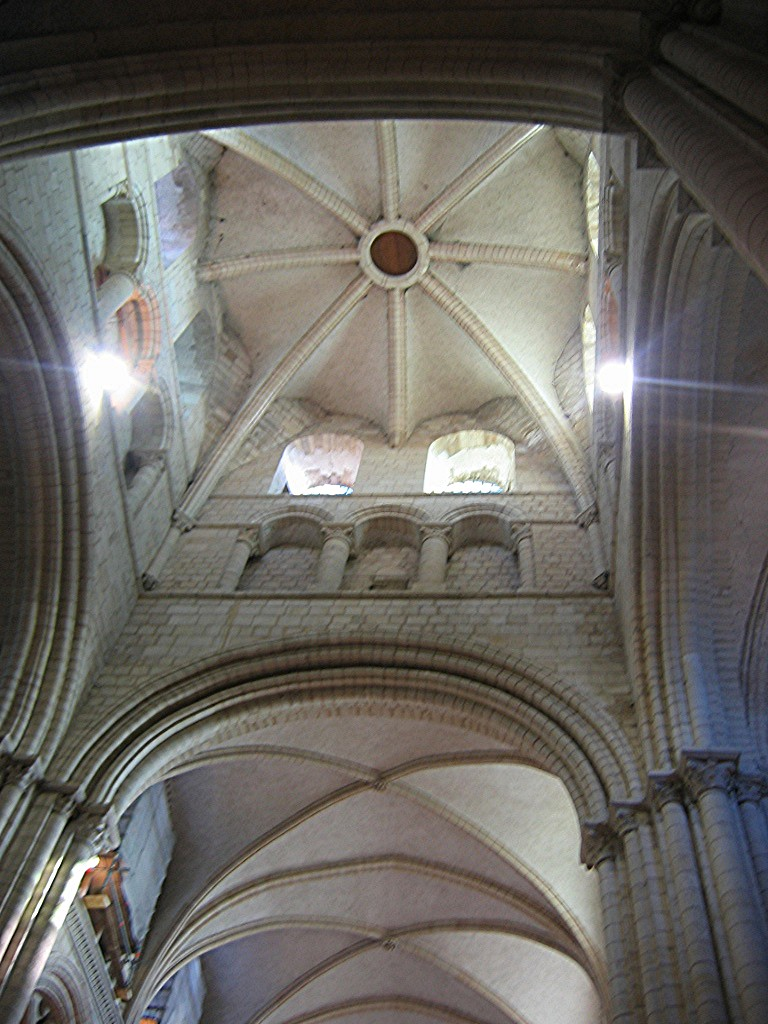
Vista del interior de la torre lucernario de la iglesia.

- Presbiterio construido en el siglo XIII por el llamado maestro Guillermo, cuya lápida sepulcral se encuentra bajo uno de los muros. Fue reconstruido en el siglo XVII, tras el hundimiento el año 1566 de la aguja de la torre del lucernario. Los cuatro pináculos le confieren este aspecto original que puede encontrarse también en isla Mauricio o en Bayeux.
- Torres simétricas; a medida que se asciende, las arquerías se encuentran decoradas cada vez con mayor riqueza. Las torres recibieron el añadido de pináculos de estilo gótico en el siglo XIII, y su altura es de 80 y 82 metros).

### Interior
- Nave de estilo románico. Con una longitud de 56 metros, constituye un perfecto ejemplo del estilo de arquitectura normanda. Cada uno de sus tramos comprende tres niveles distintos: el de las grandes arcadas de la planta baja, el de las tribunas del primer piso, y el de los altos finestrales del segundo piso. La planta de las tribunas tiene como finalidad, por su bóveda en arco de medio punto, la de sostener los muros de la nave. Al nivel de las ventanas, una galería, la «coursière» permite efectuar el recorrido completo de toda la iglesia abacial. Originalmente estaba cubierta con carpintería de madera, sin que se sepa a ciencia cierta si se trataba de un tejado plano o de una bóveda de medio punto, aunque posteriormente la nave fue dotada, a partir de 1115, con bóvedas divididas en seis, sobre nervaduras de arcos ojivales. Dichas bóvedas son, tras las de Durham (en Inglaterra) y Lessay (Manche) edificadas hacia el año 1100, las bóvedas ojivales más antiguas de Francia.
- El coro de la iglesia abacial de Saint-Étienne de Caen fue el primer edificio construido tras la anexión de Normandía al dominio real del Reino de Francia (1204). Algunos historiadores opinan que las obras podrían haberse  iniciado en 1195, pero esta tesis no es aceptada habitualmente. Constituye un testimonio de la tímida introducción del estilo gótico en la región, así como de la persistencia del estilo románico normando. Dispone de trece capillas en forma radial.
- La tumba de Guillermo el Conquistador (fallecido el 9 de septiembre de 1087) se encontraba ubicada en medio del coro (tal vez bajo la torre lucernario). Se trataba de un magnífico mausoleo elaborado en mármol, con una estatua yacente superpuesta, que había sido construido por encargo de su hijo Guillermo el Rojo, rey de Inglaterra. Dicha tumba fue profanada en el año 1562 por los protestantes. Los restos fueron confiados a un monje de la abadía. Sin embargo, en 1563, una nueva intrusión de los protestantes provocó la fuga de los monjes, con lo que la osamenta de Guillermo el Conquistador se perdió, a excepción de un único hueso que pudo ser salvado y vuelto a colocar en la tumba, en 1642, tras la restauración del coro. En 1742, los monjes lograron del rey Luis XV de Francia la autorización no sólo para desplazar la tumba en el santuario, sino además para reducirla a un simple hueco recubierto con una lápida sepulcral. Esta última, tras haber sido rota durante la Revolución francesa, fue reemplazada en 1802. Lleva, en latín, la siguiente inscripción: «Aquí reposa el invencible Guillermo el Conquistador, duque de Normandía y rey de Inglaterra, fundador de esta casa, que murió el año 1087».